# 丸惣 (島根県)
株式会社丸惣（まるそう）は島根県江津市に拠点を置く石州瓦の製造・販売などを行う会社である。2010年に株式会社丸惣佐々木窯業所（まるそうささきようぎょうしょ）が石央瓦販売と合併して現社名に変更した。
石央セラミックスグループに属する。石州瓦工業組合に加盟。
生産能力は月産280万枚。

## 事業所
- 本社/本社工場
  - 島根県江津市二宮町神主1820番地5

- 大田工場
  - 島根県大田市温泉津町井田イ945番地2

- 福井営業所
  - 福井県福井市江端町5番地11

## 沿革
- 1942年（昭和17年）4月 - 創業。フレンチ瓦の製造に着手。
- 1944年（昭和19年）7月 - 有限会社丸惣佐々木窯業所を設立。
- 1949年（昭和24年）10月 - 株式会社丸惣佐々木窯業所に組織変更。
- 1955年（昭和30年）10月 - 石州瓦の製造を開始。
- 1969年（昭和44年）7月 - フレンチ瓦の製造を終了。
- 1993年（平成5年）6月25日 - 石央セラミックス協同組合の設立に参加。
- 1999年（平成11年）1月29日 - 石央瓦販売の設立に参加。
- 2009年（平成21年）2月 - 森崎窯業の製造部門を統合。
- 2010年（平成22年）8月1日 - 石央瓦販売と合併し、株式会社 丸惣に社名変更。
- 2014年（平成26年）8月 - セラミカから事業を譲り受ける。